# Ion Teodorescu
Pas d'image ? Cliquez ici

a Compétitions nationales et continentales officielles uniquement.

b Matchs officiels uniquement.
Dernière mise à jour le 10 juin 2025.
Ion Teodorescu, né le 20 juillet 1976 à Bucarest (Roumanie), est un joueur de rugby à XV, ayant joué avec l'équipe de Roumanie, et évoluant au poste d'ailier.

## Biographie
Ion Teodorescu obtient sa première cape internationale le 2 juin 2001 à l'occasion d'un match contre l'équipe d'Irlande. 
Il a joué au SU Agen, et joue ensuite au Steaua Bucarest où la fédération roumaine tente de construire une équipe compétitive avec des jeunes internationaux.
Il a participé aux Coupes du Monde 2003 (4 matchs) et 2007 (sans jouer).

## Sélections
- 39 sélections avec l'équipe de Roumanie,
- 65 points
- 13 essais
- Sélections par année : 3 en 2001, 3 en 2002, 7 en 2003, 8 en 2004, 9 en 2005, 7 en 2006, 2 en 2007.